# Trachelodesmus ancylophor
Trachelodesmus ancylophor är en mångfotingart som beskrevs av Chamberlin 1923. Trachelodesmus ancylophor ingår i släktet Trachelodesmus och familjen Chelodesmidae. Inga underarter finns listade i Catalogue of Life.